# Leśnica (Opole)
Pour les articles homonymes, voir Lesnica.
Leśnica est une ville de Pologne, située dans le sud du pays, dans la voïvodie d'Opole. Elle est le siège de la gmina de Leśnica, dans le powiat de Strzelce Opolskie.